# Никарагвански знаковни језик
Никарагвански језик знакова (или ISN, од Idioma de Señas de Nicaragua на шпанском) је језик знакова развијен без додира са другим језицима знакова током 1970-их у Никарагви. Развијен је када је сандинистичка влада направила школу за глувонему децу у Никарагви, где претходно није било такве јавне институције. Језик нису измислиле институције владе, већ се развио природно, у комуникацији између глувонемих ђака.

## Историја

### Раздобље пре контакта
Пре 1970-их, глувонеме особе у Никарагви имале су мало међусобног контакта. Због друштвених забрана глувонеме особе су држане изоловано, тако да није било међугенерацијског контакта, као што је и контакт међу глувонемим особама исте генерације био врло слаб. Постојао је мали број основних школа које су прихватале глувонему децу и то у ограниченом броју. Такође, та су деца губила међусобни контакт ван школе.
Многи глувонеми људи у Никарагви су били само глувонеме особе у својим породицама и комшилуку. У таквим ситуацијама глувонеми људи често развијају кућни знаковни систем, идиосинкретичан и рудиментаран гестикуларни систем коришћен за комуникацију са чујућим члановима породице. До сада пронађени кућни знаковни системи показују неке централне особине језика, као што је основни речник гестова и конзистентан ред речи који омогућује рекурзију. Кућни знаковни системи које су развили Никарагванци поприлично варирају од једне до друге глувонеме особе у облику и сложености.
Очигледно је да раздобље пре контакта није било довољно адекватно да подржи заједницу или језик. Током тог раздобља није постојала заједница глувонемих, као што није било језика знакова који је могао бити развијен или одржаван.

### Раздобље интензивног контакта
Контакт међу глувонемом децом изузетно се повећао крајем седамдесетих година. Најзначајније је било отварање центра за образовање деце са посебним потребама 1977. године, нудећи часове глувонемима од прешколског узраста до шестог разреда основне школе. Иницијално је примљено 50 глувонемих ученика, повећавајући број на преко 100 у 1979. години.
После Сандинистичке револуције 1979. нова никарагванска влада имала је стотине глувонеме деце у две школе у Манагви. На почетку се образовање састојало у „читању прстију“ коришћењем једноставних знакова који су представљали пандан азбуци шпанског језика. Резултат је био потпуни промашај зато што ученици нису успели ни да схвате конецпт речи које никада нису ни чуле ни читале. Деца су лингвистички била раздвојена од својих учитеља. Како им је било омогућено да комуницирају гестовима у аутобусима и школском дворишту, почели су развој новог језика знакова, јединог језика створеног у нашем времену природно. Ускоро потом, 1980. године, и школа за одрасле глувонеме особе је направљена. 1983. године школа је опслуживала више од 400 ученика. По први пут заједница глувонемих је постојала у континуитету од детињства до раног одраслог доба.
На почетку су ученици могли да користе само грубе гестикуларне знакове развијене у својим породицама, али када су једном остављени заједно, почели су да стварају знакове којима би могли међусобно да се споразумевају. Док су неискусни учитељи схватили да им је тешко да разумеју своје ученике, деца нису имала проблема у међусобној комуникацији. Нови језик је почео да постоји. У току само неколико генерација полазника рођен је целовит језик са правилима и граматиком.
Сандинистички званичници су затражили помоћ иностраних научника. Када су лингвисти напокон разазнали дечје стваралоштво, никарагвански језик знакова постао је класичан случај савремене лингвистике.
Годимне 1986. створен је друштвени клуб глувонемих адолесцената и одраслих. До 1990. овај клуб је постао „Национално удружење глувонемих Никарагве“ и водиле су га глувонеме одрасле особе. Удружење је активно промовисало коришћење језика знакова и створило могућности за нормалан контакт између глувонемих особа, адолесцената и деце. То је укључило и друштвена окупљања, атлетске тимове које су водили глувонеми тренери у сарадњи са Министартвом образовања, културе и спорта Никарагве, могућност да глувонеми буду сарадници учитељима на часовима у основним школама.
Од свог настанка током средине седамдесетих година двадесетог века па до данашњег дана, метод се одликовао хоризонталним контактом, који је представљао интеракцију међу особама исте доби, конкретно између младе деце. Како је дошла средина осамдесетих година, прва генерација деце је ушла у адолесцентно и одрасло доба. Како су сазрели, створили су могућност да промовишу међугенерацијски контакт, контакт са млађом генерацијом деце која су тек ушла у заједницу. Следствено томе, уз константан хоризонтални утицај међу особама исте генерације, данашње време одликује и постепено увођење вертикалног утицаја са особа старије доби на особе млађе доби.

## и лингвистика
је посебно занимљив лингвистима зато што је израстао из пиџина у потпуни креол у само пар деценија, током понављаног утицаја нове деце којима је присвојени ISN био први језик.
Овај језик такође представља стварање новог језика без заједнице одраслих којима је тај језик матерњи, што је изузетно необично. Нормални кролски језици развијени су из мешања пиџина две или више различите заједнице добрих говорника, али овај пиџин (а касније и креол) је развијен у групи младих људи који нису имали матерњи језик.
Неки лингвисти виде оно што се догодило у Манагви као доказ да је језик врло дубока способност унутар људског мозга.

## Противречност
У жељи да заштите језик, неки истраживачи су заинтересовани за онемогућавање приступа другим облицима језика знакова тим младим људима (нпр. америчком језику знакова). Други сматрају да је то неетичка забрана њихове слободе кретања.